# جوزيف كولير هاتشسون
جوزيف كولير هاتشسون هو سياسي أمريكي، ولد في 23 يوليو 1906 في بويدتون في الولايات المتحدة، وتوفي في 14 فبراير 1972 في لاورنسفيل في الولايات المتحدة. نشط حزبياً في الحزب الديمقراطي. وقد انتخب عضو مجلس ولاية فرجينيا ‏.